# 凯兰巴

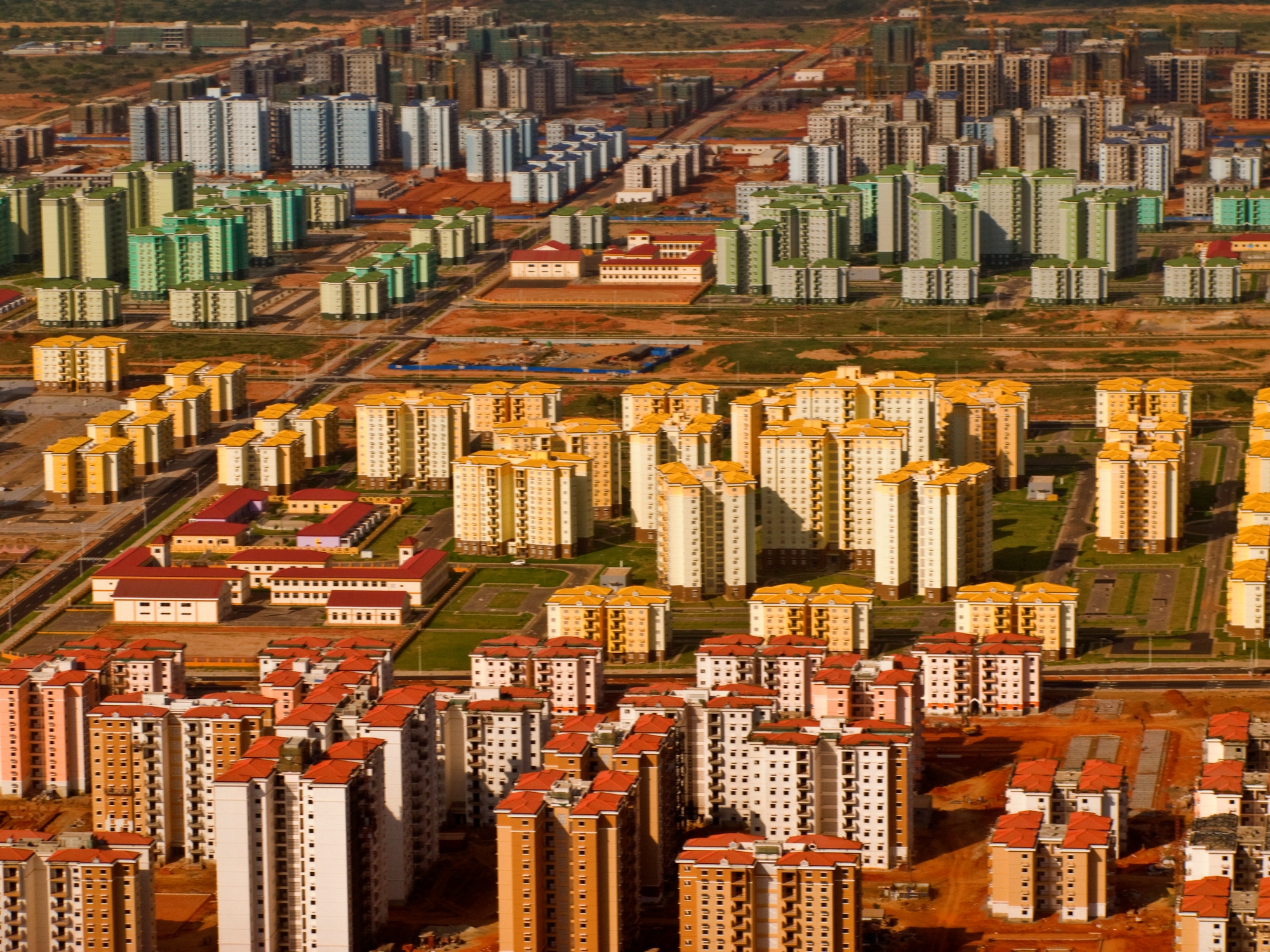
凯兰巴

凯兰巴（葡萄牙語：Nova Cidade de Kilamba）是一個距離安哥拉首都羅安達30公里的城市，由中信集團出資興建。此城設計可居住50萬人，共有750棟8層公寓、超過100個商業房地及數十間學校。據報興建此城費用為35億美元，由中信集團出資，而政府以石油和金錢償還此筆費用。此城市是非洲最大型的單項計劃之一。
直至2012年7月，大部分建築物已完工且空置。在首批推出的2,800個單位中，只賣出220個。銷售情況低落的主因是定價過高，超出當地人的負擔。此城有一所學校運作中，但學生是來自附近的住宅區。政府計劃利用部分建築物作公共房屋。
凯兰巴城使總統若澤·愛德華多·多斯桑托斯在2008年的競選承諾得以兌現－4年內建過百萬住宅單位，但當地人根本無法負擔此樓價。
多斯桑托斯通過一項新法案後，使此城的人口有所增長，至2013年9月人口已達4萬人。
在2015年Buire博士进行实地考察时，有 80,000 人居住在Kilamba的公寓中，这是一个不到一千公顷的中型城市。
截止2021年，Kilamba 的人口估计超过 12 万，分布在 710 栋建筑中的 2 万套公寓中，更多的城市配套设施也正在建设中。